# Cent

Comparación entre los intervalos (relación entre dos frecuencias) musicales temperados (negro) y pitagóricos (verde), mostrando la relación entre las frecuencias y los intervalos en cents. Los intervalos mostrados son (de izquierda a derecha):
- el unísono
- la segunda menor
- la segunda mayor
- la tercera menor
- la tercera mayor
- la cuarta justa
- el tritono
- la quinta justa
- la sexta menor
- la sexta mayor
- la séptima menor
- la séptima mayor
- la octava.

En acústica musical, el cent es la menor unidad usual que se emplea para medir intervalos musicales.
Equivale a una centésima de semitono temperado. En acústica, todas las divisiones de intervalos se hacen de forma logarítmica.
Debido a que el cent se define a partir del sistema temperado, los intervalos de este sistema tienen un número de cents que siempre es múltiplo de 100 (por ejemplo el intervalo de quinta, que contiene 7 semitonos, tiene 700 cents).
En cambio los intervalos físicos o puros tienen un número distinto. Por ejemplo la quinta pura, perfecta o pitagórica, de razón 3:2, que tiene 702 cents).
El cent se utiliza como unidad de medida para cuantificar intervalos, y también para comparar intervalos semejantes en distintos sistemas de afinación.

## Historia
El cent fue inventado en 1885 por el matemático y filólogo británico Alexander John Ellis (1814-1890).
La división decimal logarítmica del semitono ya había sido investigada por Gaspard de Prony (1755-1839) en los años 1830.
Ellis hizo innumerables medidas de instrumentos musicales de todo el mundo, utilizando los cents para informar y comparar las escalas empleadas.
y luego describió y empleó este sistema en su edición del libro On the Sensations of Tone de Hermann von Helmholtz (1821-1894)

## Valor del cent
Su razón o constante de proporcionalidad de frecuencias es:
K1200 = {\displaystyle {\sqrt[{1200}]{2}}} = 1.00057778950655...
que es la 1200ava parte geométrica o logarítmica de la octava. El sentido logarítmico o geométrico de las diferencias interválicas es que los intervalos son factores multiplicativos de la frecuencia.
Una aproximación a su valor decimal es 1,000 577 789 506 554 859 296 792 575 793 2. Una aproximación fraccionaria es {\displaystyle {1}+{\frac {1}{1731}}}.
La siguiente lista muestra la cantidad de cents que tienen los distintos intervalos de una escala dada (en este caso, la «escala de do»):
el intervalo do-re tiene 200 cents
el intervalo re-mi tiene 200 cents
el intervalo mi-fa tiene 100 cents
el intervalo fa-sol tiene 200 cents
el intervalo sol-la tiene 200 cents
el intervalo la-si tiene 200 cents
el intervalo si-do tiene 100 cents
El cent fue concebido dentro del sistema llamado "temperamento igual", que fue diseñado durante el siglo XIX para permitir la ejecución de música en todas las tonalidades con una cantidad de igual de desafinación en cada una, mientras que todavía no se alejaba de la "entonación justa" (que no permitía cambiar de tonalidad durante una obra, ya que la cantidad de desafinación en algunos intervalos se volvía desagradablemente evidente).

## Cómo calcular cents
Para hallar la medida en cents de un intervalo, se aplica el procedimiento para dividir intervalos entre sí.
El cociente entre dos intervalos es el logaritmo del intervalo dividendo en la base del intervalo divisor.
Cuando se pretende hallar el número de cents de un intervalo cualquiera, el intervalo en cuestión es el dividendo, y el cent es el divisor.
Así pues, la medida en cents de un intervalo {\displaystyle i} (expresado numéricamente como un factor de frecuencias) es:
{\displaystyle \log _{c}i} o {\displaystyle {\frac {\log i}{\log c}}}, donde {\displaystyle c} es {\displaystyle {\sqrt[{1200}]{2}}}
Si se calcula previamente el logaritmo del divisor (que resulta en un número menor que la unidad), puede calcularse con buena aproximación multiplicando por el inverso del logaritmo. Si se usan logaritmos decimales (base 10), este valor es cercano a 3986, y si el logaritmo es neperiano (base {\displaystyle e}), el valor es aproximadamente 1731. Así, la medida aproximada en cents de un intervalo {\displaystyle i} es
{\displaystyle 3986\times \log _{10}i}
o bien
{\displaystyle 1731\times \ln i}
Este procedimiento aproximado tiene una precisión de 1/18 de un cent por lo que es válido para el cálculo cuando se redondea al cent más próximo o a la décima de cent.